# Daniel Bamert

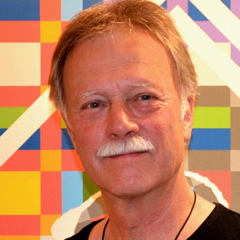

Daniel Bamert (* 7. Juli 1941 in Mollis; † 24. Oktober 2018 in Zug) war ein Schweizer Maler (geometrisch-konstruktiv), Zeichner und Grafiker, Komponist und Schriftsteller.

## Leben
Daniel Bamert wuchs in Mollis (GL) und Wohlen (AG) auf. Das Zeichnen, Malen, Musizieren und Schreiben zählten zu seinen Lieblingsbeschäftigungen. Als 13-Jähriger begann er zu komponieren und Texte für eine Oper für Kinder zu schreiben. Er besuchte 1958 die Kunstgewerbeschule Zürich (Karl Schmid). Anschliessend begann er eine Grafiklehre bei Georg Almstädt (Erfinder der Baureklametafel). 1965 war er Darsteller im Film «Pazifik-oder die Zufriedenen» von Fredi M. Murer. 1975 war er künstlerischer Leiter der Galerie «Zollweid». Seit 1985 arbeitete er in Zug als freischaffender Künstler sowie Kursleiter für Zeichnen und Malen. Er war Mitglied der Vereinigung Zuger Künstler, Visarte, Innerschweizer Schriftsteller-Verband (ISSV) und Zürcher Schriftsteller-Verband (ZSV).

## Werk

### Malerei
Bis 1961 versuchte er sich in verschiedenen Techniken und Stilrichtungen. Bis 1969 arbeitete er biomorphe Kompositionen aus. Seit 1971 fokussierte er sich auf die geometrisch-konstruktive Malerei. Zwischen 1984 und 1988 experimentierte er mit CopyArt. 1986/1987 kreierte er bespielbare Bilder. Ab 1992 beschäftigt mit Fotocollagen. Es entstanden zwischen 1993 und 2000 Bild-Objekte aus Holz und Werke im Bereich Kunst am Bau. Danach war die Farbe Weiss und die prismatische Farbanordnung Hauptthema. Ab 2006 erfolgte seine Neuinterpretation der Linie und ihrer Anordnung, um die Schönheit, das Kostbare sowie das Zerbrechliche darzustellen. Während seinen Reisen malte er stets unzählige Aquarelle.

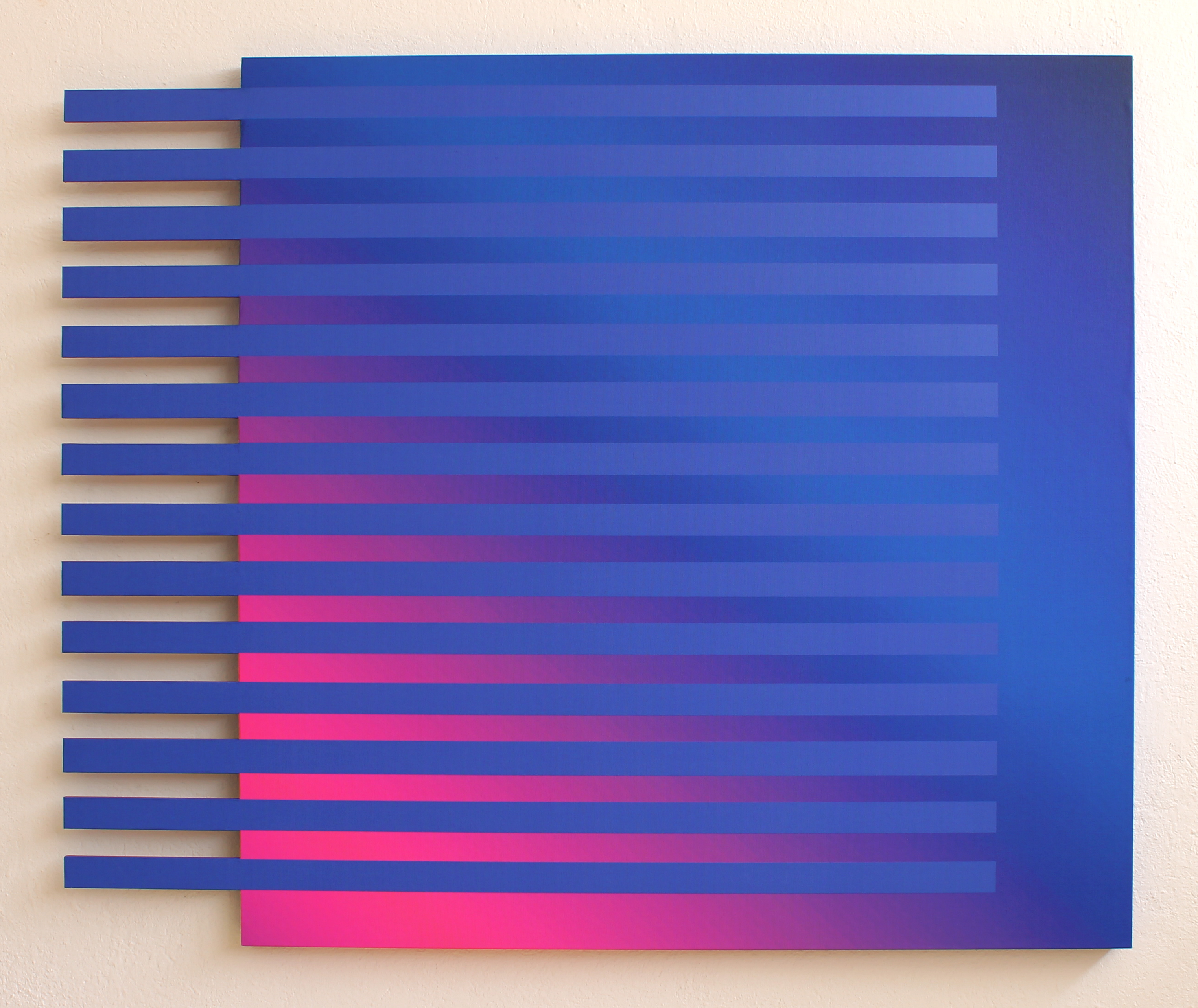
Dezember, 2008
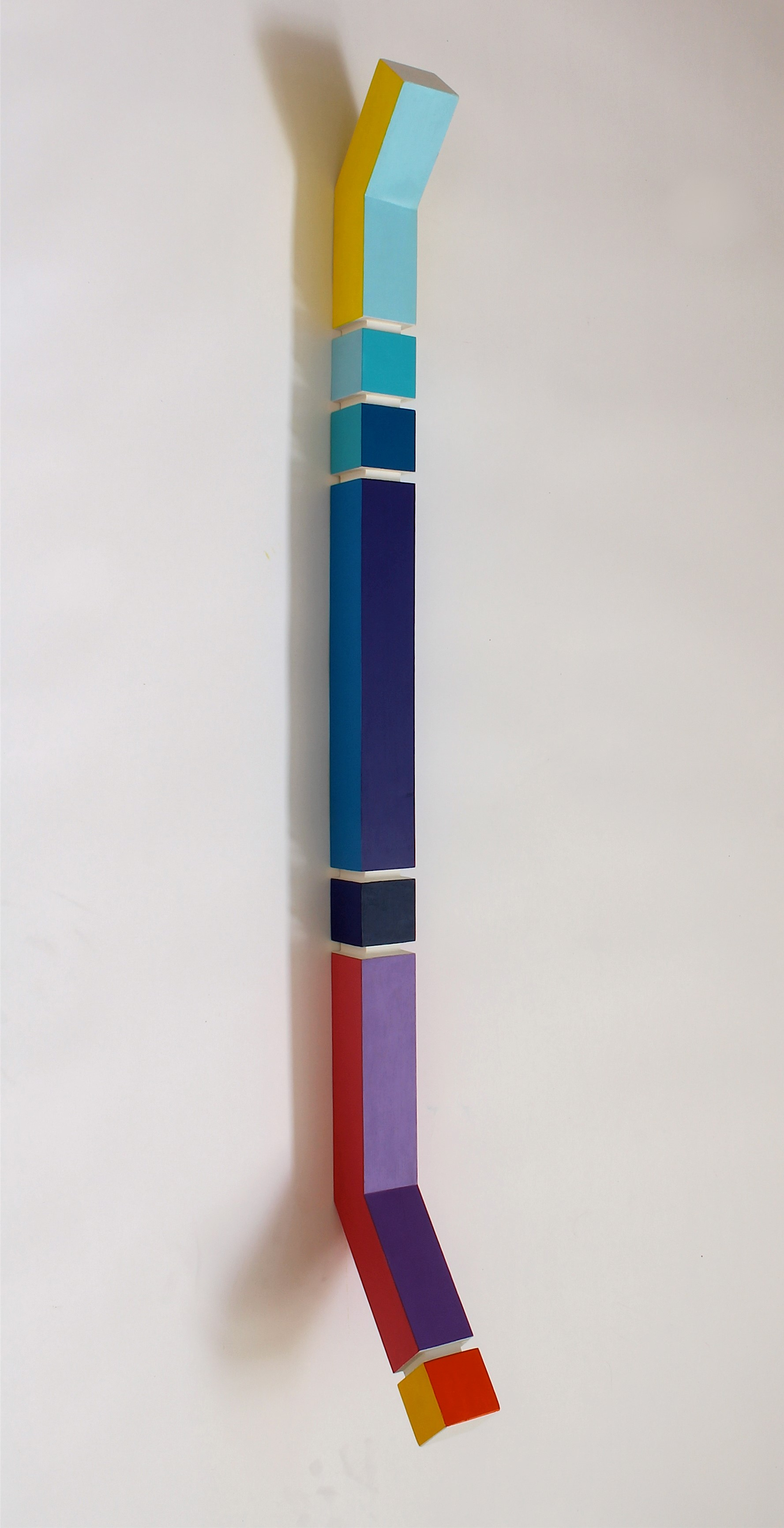
FarbBalken 3, 1995
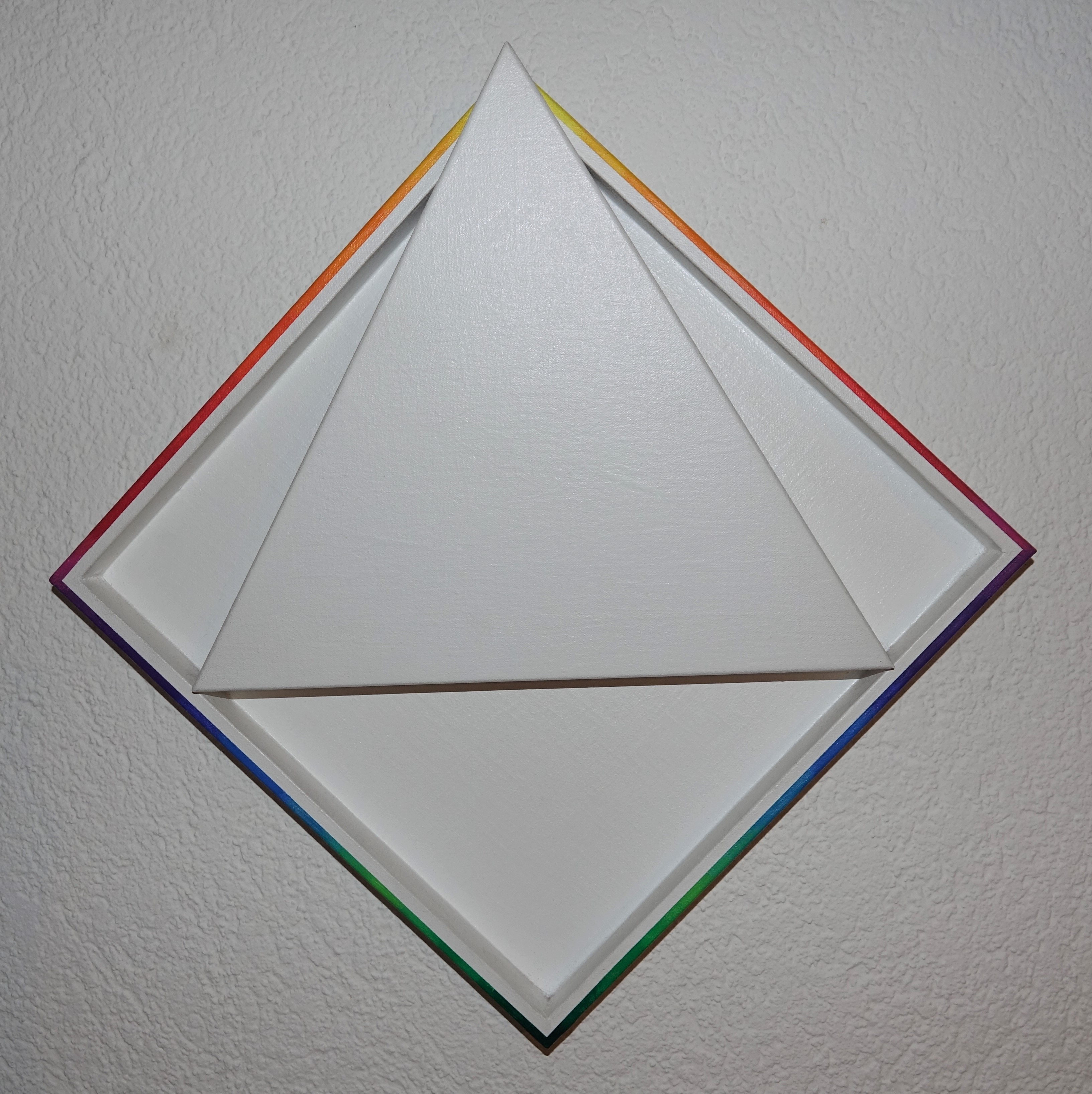
Spektrum XXXIV, 2014/2015
Axiom 4, 2018

#### Preise und Auszeichnungen
- 1962: 2. Preis der Kritiker und 3. Publikumspreis „Künstlerisches Gestalten der Jungen“ – von Jelmoli Zürich ausgeschrieben
- 2010: Nominiert für den 2. Internationalen André-Evart-Preis «Die Top 80», Kunsthalle Messmer, D-Riegel[2]
- 2013: Nominiert für den 3. Internationalen André-Evart-Preis, Kunsthalle Messmer, D-Riegel[3]
- 2016: Nominiert für den 4. Internationalen André-Evart-Preis, Kunsthalle Messmer, D-Riegel[4]

#### Öffentlich zugängliche Werke
- Kunst am Bau: u. a. Dorfplatzgestaltung Merlischachen, Innenausstattung Schulhaus Merlischachen[5]

Werke von Daniel Bamert befinden sich u. a. in der Sammlung der Stadt Zug und der Zuger Kantonalen Kunstsammlung, die Dokumentationen im Stadtarchiv Zug.

### Musik
- Kompositionen für Kammermusikensembles, Orchester, Instrumental-Konzerte,
- Improvisationen / elektroakustische Werke
- Musikalische Vorträge, wie «Jazz in der E-Musik»

Aufführungen u. a. 1990 in Walchwil (mit Patrizia Draeger/Stephanie Frehner) und 2012 in Unterägeri (mit Madeleine Nussbaumer/Esther Hoppe/Jonas Iten)